# Arenaria phitosiana
Arenaria phitosiana là loài thực vật có hoa thuộc họ Cẩm chướng. Loài này được Greuter & Burdet mô tả khoa học đầu tiên năm 1982.